# Rödnackad fruktduva
Rödnackad fruktduva (Ptilinopus dohertyi) är en fågel i familjen duvor inom ordningen duvfåglar.

## Utseende och läte
Rödnackad fruktduva är en medelstor till stor (33–35 cm) trädlevande duva med kontrasterande fjäderdräkt. Den är gräddfärgad på huvud och övre delen av halsen, mot nedre delen och bröstet ljusskär. I nederkant avgränsas det med en vitaktig kant mot resten av den mörkt blå-, grön- eller purpurglansiga resten av kroppen. På nacken syns en karmosinröd fläck som gett arten dess namn. Undre stjärttäckarna är gulstreckade. Ungfågeln som är mattare och grönare i färgerna kan möjligen förväxlas med ung svartnackad fruktduva, men denna är mindre och mer enhetlig grön. Lätet beskrivs som ett mjukt och lågt "woo-oo" eller "coo-o", med andra stavelsen kortare och lägre.

## Utbredning och systematik
Fågeln förekommer endast i skogar på Sumba i västra Små Sundaöarna. Den behandlas som monotypisk, det vill säga att den inte delas in i några underarter.

## Status och hot
Rödnackad fruktduva har en liten världspopulation bestående av uppskattningsvis endast 5600–6000 vuxna individer. Den tros också minska i antal till följd av habitatförlust. Fågeln är därför upptagen på internationella naturvårdsunionen IUCN:s röda lista över hotade arter, kategoriserad som sårbar (VU).

## Namn
Fågelns vetenskapliga artnamn hedrar William Doherty (1857-1901), amerikansk upptäcktsresande, entomolog, ornitolog och samlare av specimen i bland annat Ostindien.